# Мунуна (Алба)
Мунуна (рум. Munună) насеље је у Румунији у округу Алба у општини Гарда де Сус. Oпштина се налази на надморској висини од 1028 m.

## Становништво
Према подацима из 2002. године у насељу је живело 90 становника, од којих су сви румунске националности.